# Sacha Fenestraz
Sacha Fenestraz, né le 28 juillet 1999 à Annecy, est un pilote automobile franco-argentin, courant sous licence française. Champion d'Eurocup Formula Renault 2.0 en 2017 et de Formule 3 japonaise en 2019, il évolue en Super Formula en 2020 en tant que pilote officiel Toyota. Il participe à la Formule E en 2023 en tant que pilote Nissan.

## Biographie

### Débuts en karting et monoplace (1999-2015)
Sacha Fenestraz nait en France le 28 juillet 1999 et part avec ses parents en Argentine, à Córdoba à l'âge de six mois, où il passe son enfance. Il commence le karting à trois ans, devenant le plus jeune licencié du pays à quatre ans. Grimpant les échelons du sport automobile un à un dans son pays, il retourne dans son pays natal, se montrant très compétitif dans les plus grandes compétitions françaises (X30 Junior, Rotax Junior, KF-Junior, Nationale).
En 2015, il décide, à quelques jours des premiers essais, de passer à la monoplace et au championnat de France de Formule 4. Contre des pilotes plus expérimentés, il se montre parmi les meilleurs du championnat, décrochant sa première victoire à Lédenon. Il remporte sa deuxième victoire lors de la première course du Grand Prix de Pau de Formule 4, avant de rééditer cette performance lors de la troisième course. Sacha Fenestraz se retrouve donc en lutte pour le titre avec Valentin Moineault et Gabriel Aubry, et est finalement sacré vice-champion de France de Formule 4, champion Junior devant Giuliano Alesi.

### Apprentissage puis titre en Eurocup Formula Renault 2.0 (2016-2017)
En décembre 2015, Sacha Fenestraz signe chez Tech 1 Racing et monte dans les championnats d'Eurocup Formula Renault 2.0 et de Formula Renault 2.0 Northern European Cup (NEC). Le pilote franco-argentin décroche sa première victoire en Eurocup sous la pluie, à Monaco, devant le monde de la Formule 1, la course se déroulant le même weekend que le Grand Prix de Formule 1,. Il remporte également en NEC sa première victoire sur le Nürburgring, sous une pluie diluvienne, après une course interrompue après quatre tours. En fin de saison, pour sa dernière course de l'année, pour la finale de l'Eurocup Formula Renault 2.0 à Estoril, il s'impose pour la troisième fois de la saison, sur une piste humide, devant le champion Lando Norris. Il se classe ainsi cinquième des championnats européen (deux victoires) et nord-européen (une victoire).

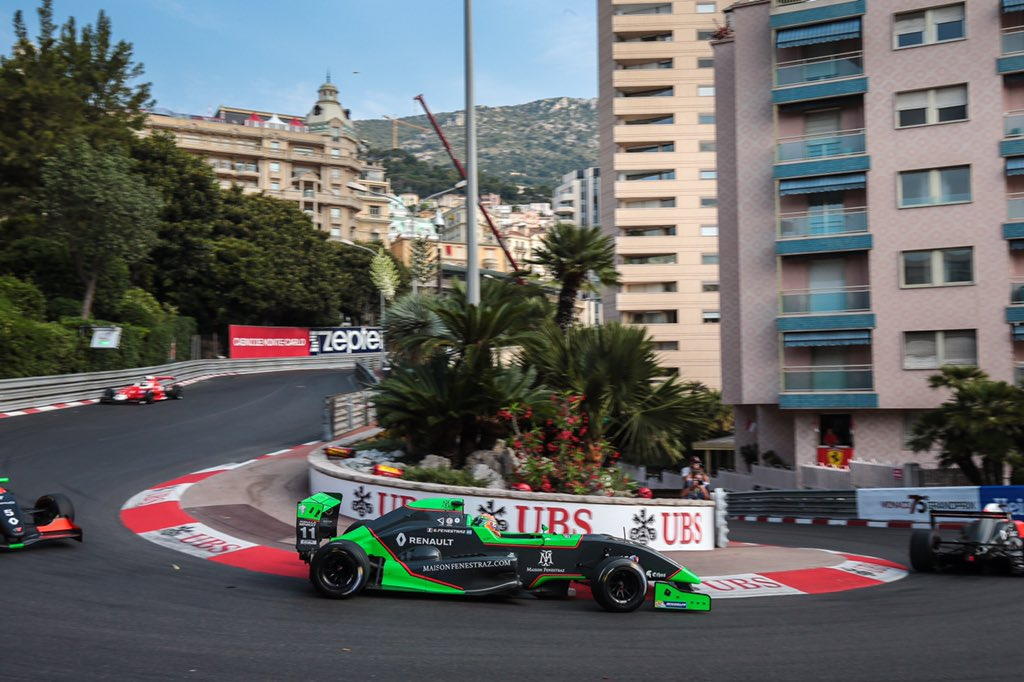
Sacha Fenestraz s'impose lors de la course de Monaco, en marge du Grand Prix de Formule 1 en 2016 et, ici, en 2017.

En décembre 2016, il signe avec Josef Kaufmann Racing, équipe qui a emmené Lando Norris vers le titre l'année dernière, pour la saison 2017 Eurocup Formula Renault 2.0. Après quatre deuxièmes places en sept courses à Monza, Silverstone, Pau et Monaco, il remporte sa première victoire de la saison, en marge du Grand Prix de Monaco de Formule 1, comme il l'avait fait il y a un an, revenant au troisième rang du championnat, derrière Robert Shwartzman et Will Palmer (en). Après de nouveaux podiums sur le Hungaroring, il remporte sa deuxième victoire de la saison sur le Nürburgring, sur une piste détrempée, lui permettant de passer à la deuxième place du championnat. Sur le Red Bull Ring, deuxième de la première course, il s'impose pour la troisième fois de la saison lors de la deuxième course, et prend la tête du championnat, pour la première fois de sa carrière.

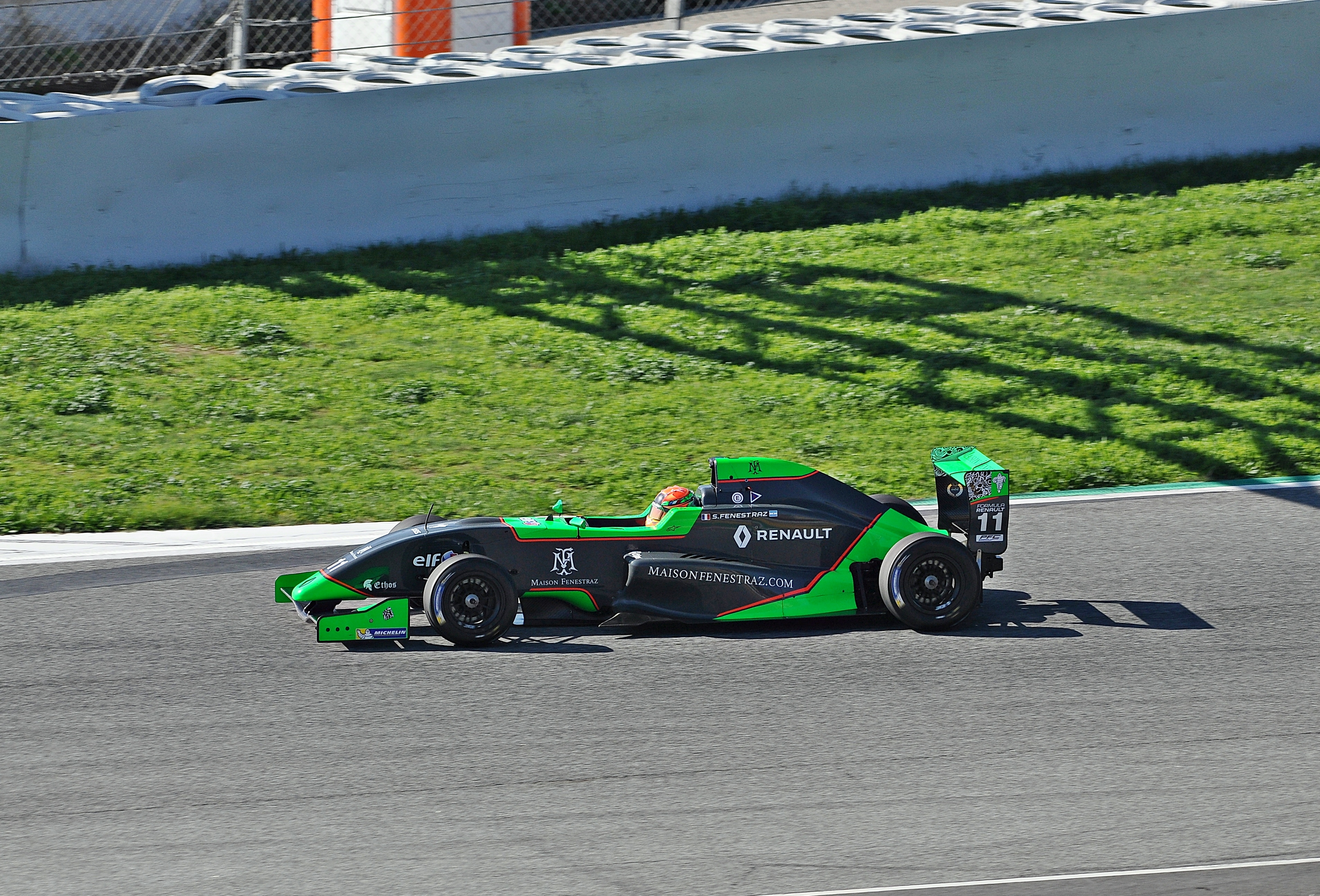
Sacha Fenestraz sur le circuit de Barcelone, lors de la dernière manche d'Eurocup Formula Renault 2.0 2017, où il remporte le titre.

Chez lui, au Castellet en France, son adversaire pour le titre Shwartzmann, le percute ; alors que Fenestraz est forcé à l'abandon, le Russe franchit la ligne d'arrivée en premier, mais est pénalisé pour l'accident. Lors de la course suivante, Fenestraz prend sa revanche et s'impose le lendemain, lui permettant d'agrandir son avance au championnat. À Circuit de Spa-Francorchamps, il prend un avantage quasi-décisif, en remportant deux des trois courses du weekend,. Lors de la dernière manche de la saison, à Barcelone, il remporte la dernière course de la saison et est sacré champion d'Eurocup Formula Renault 2.0, succédant à des noms tels qu'Alain Prost, Felipe Massa, ou plus récemment, Stoffel Vandoorne et Pierre Gasly. Lors de cette dernière manche, il obtient sa neuvième pole position, égalant le record détenu par Scott Speed en 2004. Ce titre européen lui permet d'accéder à la Renault Sport Academy, le programme de jeunes pilotes de Renault F1 Team,.
En septembre 2017, Sacha Fenestraz effectue une participation ponctuelle lors du weekend de Championnat d'Europe de Formule 3 au Nürburgring avec Carlin Motorsport,. En qualifications, il réalise le quatrième meilleur temps, mais les courses se révèlent plus difficiles pour le Franco-Argentin, qui ne décroche finalement qu'une dixième place comme meilleur résultat. En novembre, Sacha Fenestraz est titularisé par Carlin Motorsport pour le Grand Prix de Macao en Formule 3, et roule avec une livrée bleu-blanc-rouge aux couleurs du personnage de bande dessinée Michel Vaillant. Sur un circuit réputé difficile, il se classe onzième en qualifications, et, grâce à de nombreux dépassements, parvient à terminer septième du Grand Prix,,.

### Passage en Formule 3 et exil au Japon (2018-2019)

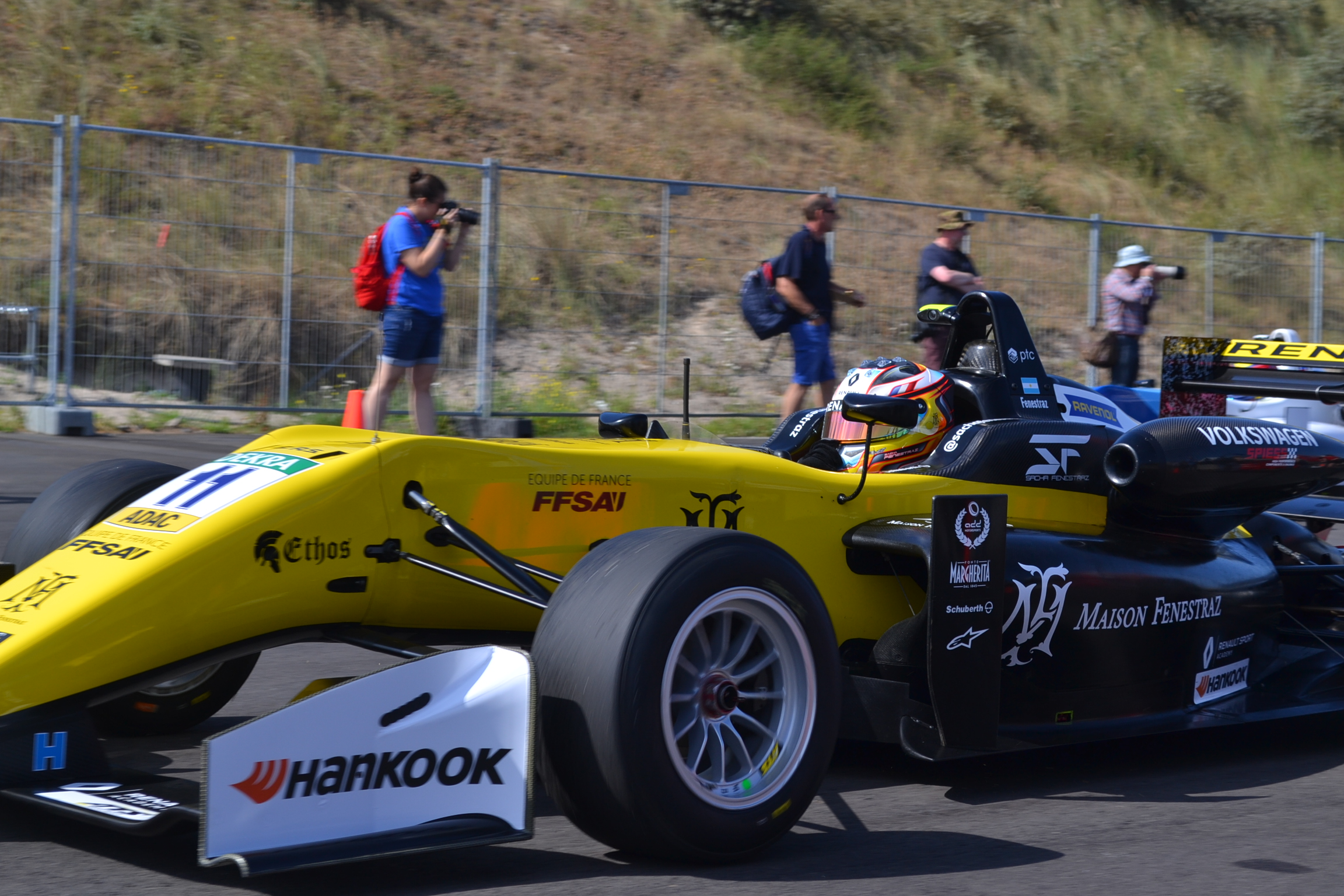
Sacha Fenestraz en Formule 3 européenne en 2018 à Zandvoort.

En janvier 2018, Sacha Fenestraz intègre la Renault Sport Academy. En plus de son intégration à l'académie de jeunes pilotes du Renault F1 Team, il rejoint l'équipe de France FFSA. Il rejoint également Carlin Motorsport dans le championnat d'Europe de Formule 3. Lors de la première manche à domicile, sur le Circuit de Pau-Ville, il se distingue en remportant l'une des trois courses du weekend. Le reste de la saison s'avère plus difficile pour le Franco-Argentin avec seulement une pole position et deux podiums, le classant à la onzième place du championnat. En fin de saison, il effectue la fin de saison des GP3 Series avec Arden International, sans pouvoir marquer un seul point. En novembre, il retourne au Grand Prix de Macao de nouveau avec les couleurs de la série de BD Michel Vaillant, et termine cette fois sur le podium en troisième position derrière Daniel Ticktum et Joel Eriksson. En dépit de ce podium, il est écarté de la Renault Sport Academy en fin d'année 2018.
Après quelques essais en Deutsche Tourenwagen Masters (DTM) avec Audi, Sacha Fenestraz annonce son départ pour le Japon en Super GT dans la catégorie GT300 sur une Nissan GT-R Nismo GT3 du Kondō Racing. Il ajoute un double programme en monoplace dans le championnat du Japon de Formule 3 avec B-Max Racing with Motopark. Dès la première course à Suzuka, il remporte sa première victoire en Formule 3 japonaise. Il se montre comme le favori du titre à Autopolis, où il gagne les trois courses du weekend. Les manches suivantes voient un duel pour le titre entre Sacha Fenestraz et le Japonais Ritomo Miyata, Fenestraz gardant tout de même une marge importante au classement général. Lors de la troisième course de l'avant-dernière manche de la saison à Motegi, Sacha Fenestraz remporte sa huitième victoire de la saison et est mathématiquement sacré champion du Japon de Formule 3, devenant le premier débutant dans la discipline à le faire depuis Nick Cassidy en 2015,.

### Pilote officiel Toyota en Super Formula et en Super GT (2020-2022)
Après plusieurs essais en fin de saison 2019 en Super Formula et en Super GT dans la catégorie-reine GT500, Sacha Fenestraz est officiellement confirmé en février 2020 dans l'équipe Toyota Kondō Racing (son équipe de Super GT300 l'année précédente) en Super Formula,. Après ses bonnes performances lors de sa première saison en Super GT300, il est confirmé la même journée en Super GT dans la catégorie GT500 avec l'équipe TOM'S et partage la voiture no 36 avec Yuhi Sekiguchi. Dès le début de la saison à Motegi Sacha Fenestraz se qualifie en 2ème position puis termine 3ème lors de la course. En arrivant à Okayama il fait une pole position mais connait des problèmes de fiabilité qui l'empêche de remporter la course. À Sugo Sacha, Fenestraz fait une seconde pole position, mais a encore des problèmes de fiabilité l'obligeant à abandonner. À Autopolis, lors de qualification il est seulement 9ème derrière Nick Cassidy. Il est encore contraint à l'abandon faute de fiabilité. Lorsque Sacha Fenestraz est à Suzuka, il se qualifie en 15ème position et n'atteint pas la Q2 juste devant son équipier du Kondo Racing, Kenta Yamashita. Mais il remonte lors de la course et arrive 10ème au drapeau à damier. Lors de la 2ème course  Sacha Fenestraz atteint la Q2 est se qualifie 12ème toujours devant son équipier. Lors de la course, il abandonne pour la 4ème fois de la saison. A Fuji pour la dernière manche de la saison, Sacha Fenestraz arrive encore en Q2 mais est seulement 13ème. Au moment de la course il récupère 5 positions et termine 8ème. Sacha Fenestraz est 13ème du classement Super Fomula 2020. En parallèle, dans l'autre championnat japonais, le Super GT, Sacha Fenestraz termine 4ème du championnat avec 4 podiums dont deux 2ème place à Fuji et une 3ème place encore à Fuji, et le dernier à Suzuka. En 2021, des problèmes de visa lui permettant pas d'aller au Japon pendant un certain temps et donc de faire toutes les courses de Super GT et Super Formula. Plus tard, pouvant retourner au Japon, il dispute les 3 dernières courses de Super GT avec le team Keeper TOM'S et comme équipier Ryo Hirakawa. Il termine 9ème à Autopolis, 10ème à Motegi et finit la saison avec une 2ème place à Fuji. En Super Formula, Sacha Fenestraz fait la dernière course à Suzuka et se qualifie 8ème en Q3. Il termine 7ème de la course. 
En 2022, Sacha Fenestraz continue avec le Kondo Racing et le même équipier Kenta Yamashita. Lors du premier week-end à Fuji, lors de la 1ère des 2 courses, Fenestraz finit sur le podium en 3ème position, mais à la 2ème course il finit 20ème. À la deuxième manche, à Suzuka, il obtient une pole position mais perd 3 places et arrive 4ème. À Autopolis, il finit 2ème derrière l'un de ses rivaux Ryo Hirakawa. Au bout de 14 courses en Super Formula, Sacha Fenestraz remporte sa première victoire à Sugo après s'être qualifé 2ème. A Fuji il abandonne, percuté violemment par Naoki Yamamoto. À la première course, à Motegi, il se qualifie 2ème et termine à la même position alors que Ryo Hirakawa abandonne, lui permettant de réduire l'écart entre eux. Lors de la 2ème course, il se qualifie à nouveau 2ème mais termine seulement 6ème. A Suzuka, il ne se qualifie qu'en 17ème position et termine la course à la 16ème place derrière Kenta Yamashita son équipier, alors que Ryo Hirakawa finit 9ème et est donc à égalité à 81 points avec Sacha Fenestraz. Pour la dernière course, Fenestraz se qualifie juste derrière Ryo Hirakawa mais termine 4ème et Ryo Hirakawa 5ème. Il est 2ème en Super Formula à 89 points contre 148 pour Tomoki Nojiri et 2 points devant Ryo Hirakawa à 87 points.

### Réserviste chez Jaguar puis titulaire chez Nissan en Formule E (depuis 2022)
Sacha Fenestraz était pilote de réserve pour Jaguar mais Jaguar l'a prêté à Dragon-Penske Autosports en 2022, pour remplacer Antonio Giovinazzi lors du dernier E-prix de la saison. Il se qualifie seulement 21e et avant dernier mais prend la 16e place de la course. Il confirme qu'il pilotera pour Nissan Formula E Team en 2023 au côté de Norman Nato en tant que rookie.

## Résultats en monoplace
| Saison | Championnat                                           | Écurie                     | Courses       | Victoires     | Pole positions | Meilleurs tours | Podiums       | Points inscrits | Classement    |
| ------ | ----------------------------------------------------- | -------------------------- | ------------- | ------------- | -------------- | --------------- | ------------- | --------------- | ------------- |
| 2015   | Championnat de France de Formule 4                    | Auto Sport Academy         | 21            | 3             | 2              | 2               | 10            | 253             | 2e            |
| 2015   | Championnat de France de Formule 4 (catégorie Junior) | Auto Sport Academy         | 21            | 11            | 2              | 2               | 17            | 384,5           | Champion      |
| 2016   | Eurocup Formula Renault 2.0                           | Tech 1 Racing              | 15            | 2             | 2              | 1               | 3             | 119,5           | 5e            |
| 2016   | Formula Renault 2.0 Northern European Cup             | Tech 1 Racing              | 15            | 1             | 1              | 0               | 3             | 207             | 5e            |
| 2017   | Eurocup Formula Renault 2.0                           | Josef Kaufmann Racing      | 23            | 7             | 9              | 5               | 17            | 367,5           | Champion      |
| 2017   | Formula Renault 2.0 Northern European Cup             | Josef Kaufmann Racing      | 4             | 2             | 2              | 2               | 4             | 108             | 6e            |
| 2017   | Championnat d'Europe de Formule 3                     | Carlin Motorsport          | 3             | 0             | 0              | 0               | 0             | 1               | 20e           |
| 2017   | Grand Prix de Macao de Formule 3                      | Carlin Vaillante           | Résultat : 7e | Résultat : 7e | Résultat : 7e  | Résultat : 7e   | Résultat : 7e | Résultat : 7e   | Résultat : 7e |
| 2018   | Championnat d'Europe de Formule 3                     | Carlin Motorsport          | 30            | 1             | 2              | 1               | 2             | 121             | 11e           |
| 2018   | Grand Prix de Macao de Formule 3                      | Carlin Vaillante           | Résultat : 3e | Résultat : 3e | Résultat : 3e  | Résultat : 3e   | Résultat : 3e | Résultat : 3e   | Résultat : 3e |
| 2018   | GP3 Series                                            | Arden International        | 4             | 0             | 0              | 0               | 0             | 0               | 24e           |
| 2019   | Championnat du Japon de Formule 3                     | B-Max Racing with Motopark | 20            | 8             | 5              | 8               | 18            | 162             | Champion      |
| 2020   | Super Formula                                         | Kondō Racing               | 7             | 0             | 0              | 0               | 1             | 19              | 13e           |
| 2021   | Super Formula                                         | Kondō Racing               | 2             | 0             | 0              | 0               | 0             | 4               | 17e           |
| 2022   | Super Formula                                         | Kondō Racing               | 10            | 1             | 0              | 0               | 4             | 89              | 2e            |
| 2025   | Super Formula                                         | Vantelin Team TOM'S        | 8             | 0             | 0              | 0               | 1             | 34              | 6e            |

### Résultats en Super GT
| Saison | Écurie                | Voiture               | Classe | Courses | Victoires | Poles positions | Meilleurs tours | Podiums | Points | Classement |
| ------ | --------------------- | --------------------- | ------ | ------- | --------- | --------------- | --------------- | ------- | ------ | ---------- |
| 2019   | Kondō Racing          | Nissan GT-R Nismo GT3 | GT300  | 8       | 0         | 1               | 0               | 1       | 46     | 6e         |
| 2020   | TGR Team TOM'S        | Toyota GR Supra GT500 | GT500  | 8       | 0         | 0               | 0               | 4       | 56     | 4e         |
| 2021   | TGR Team KeePer TOM'S | Toyota GR Supra GT500 | GT500  | 3       | 0         | 0               | 0               | 1       | 18     | 17e        |
| 2022   | TGR Team TOM'S        | Toyota GR Supra GT500 | GT500  | 8       | 1         | 0               | 1               | 2       | 43     | 6e         |
| 2025   | TGR Team SARD         | Toyota GR Supra GT500 | GT500  | 1       | 0         | 0               | 0               | 1       | 11     | 3e         |

## Résultats en championnat du monde de Formule E
| Saison    | Écurie                  | Courses disputées | Pole positions | Meilleurs tours | Victoires | Podiums | Dans les points | Abandons | Points inscrits | Classement |
| --------- | ----------------------- | ----------------- | -------------- | --------------- | --------- | ------- | --------------- | -------- | --------------- | ---------- |
| 2021-2022 | Dragon-Penske Autosport | 1                 | 0              | 0               | 0         | 0       | 0               | 0        | 0               | 24e        |
| 2022-2023 | Nissan Formula E Team   | 16                | 1              | 0               | 0         | 0       | 4               | 3        | 32              | 16e        |
| 2023-2024 | Nissan Formula E Team   | 16                | 0              | 0               | 0         | 0       | 5               | 2        | 26              | 17e        |